# دانيال كارني
دانيال كارني (بالفرنسية: Daniel Carney) (1944، بيروت في لبنان - 9 يناير 1987، هراري في زيمبابوي)؛ روائي فرنسي.

## روابط خارجية
- دانيال كارني على موقع IMDb (الإنجليزية)
- دانيال كارني على موقع قاعدة بيانات الفيلم (الإنجليزية)